# Tucker Carlson
Tucker Carlson, właśc. Tucker Swanson McNear Carlson (ur. 16 maja 1969 w San Francisco) – amerykański komentator polityczny o poglądach konserwatywnych, autor książek oraz osobowość internetowa i telewizyjna. W latach 2016–2023 prowadził nocny talk show Tucker Carlson Tonight w telewizji Fox News Channel. Odkąd został zwolniony z Fox News, jest gospodarzem programu Tucker on X.

## Życiorys
Carlson rozpoczął swoją karierę w mediach w latach 90., pisząc m.in. dla The Weekly Standard. W latach 2000–2005 był komentatorem w CNN, gdzie w latach 2001-2005 współprowadził nadawany w prime-time program Crossfire. W latach 2005–2008 był gospodarzem nocnego programu Tucker w MSNBC. W 2009 roku został analitykiem politycznym Fox News, występując w różnych programach przed stworzeniem własnego programu. W 2010 roku Carlson został współzałożycielem i pełnił funkcję redaktora naczelnego prawicowego serwisu informacyjnego i opiniotwórczego The Daily Caller, aż do sprzedaży swoich udziałów i odejścia w 2020.
Carlson jest znany z rozpowszechniania w głównym dyskursie politycznym idei uważanych za skrajnie prawicowe. Promował teorie spiskowe związane z m.in. COVID-19 oraz atakiem na Kapitol Stanów Zjednoczonych, rozpowszechniał również teorię według której "biali ludzie w krajach zachodnich celowo są zastępowani przez imigrantów innych ras". Tucker pomimo bycia zagorzałym zwolennikiem Donalda Trumpa nie wahał się przed krytykowaniem go, gdy uważał, że zbacza on ze swojej własnej ideologii. Wypowiedzi Carlsona dotyczące ras, imigracji i kobiet były uznawane za rasistowskie i seksistowskie co doprowadziło do bojkotów jego programu ze strony reklamodawców. Program Tucker Carlson Tonight należał do najchętniej oglądanych spośród programów na kanałach informacyjnych w Stanach Zjednoczonych, aż do kwietnia 2023, gdy Fox News zwolniło Carlsona i zdjęło z anteny jego program. W czerwcu tego samego roku rozpoczął nadawać na Twitterze program Tucker on Twitter, który został następnie przemianowany na Tucker on X, gdy nastąpiła zmiana nazwy serwisu.
11 grudnia 2023 roku Carlson uruchomił własny portal medialny Tucker Carlson Network zawierający płatne media strumieniowe VOD. Serwis jest oparty na modelu subskrypcji.
W 2021 roku Andrzej Duda podczas pobytu na 76. Sesji Zgromadzenia Ogólnego Organizacji Narodów Zjednoczonych udzielił wywiadu telewizji Fox News, który został przeprowadzony przez Carlsona. Wywiad wzbudził w Polsce kontrowersje.
W lutym 2024 roku Carlson przeprowadził wywiad z Władimirem Putinem. W związku z tym pojawiło się wiele głosów krytycznych, zarzucających Carlsonowi współudział w tworzeniu rosyjskiej propagandy. W wywiadzie Putin m.in. obwiniał Polskę za wybuch II wojny światowej, na co polskie MSZ zareagowało, wydając oświadczenie.